# دانيال فرينكل
دانيال فرينكل (بالعبرية: דניאל פרנקל‏) هي منافسة ألعاب القوى إسرائيلية، ولدت في 8 سبتمبر 1987.

## وصلات خارجية
- دانيال فرينكل على موقع الاتحاد الدولي لألعاب القوى (الإنجليزية)
- دانيال فرينكل على موقع الدوري الماسي (الإنجليزية)